# エリサ・アウ
エリサ・アウ（Elisa Au、1981年5月29日 - ）は、女性空手選手。アメリカハワイ州ホノルル出身。国際空手連盟（IKF）所属。第16回世界空手道選手権大会女子組手60kg級、第17回大会60kg級および無差別級優勝者。
ちなみに胴衣と帯にはエリサ 欧と刺繍されている。

## 来歴
5歳の頃から自宅近くにあったIKFの本部道場に通い始め、小高忠三に師事する。2002年にWKF主催の第16回世界空手道選手権大会（スペイン）で女子組手の部+60kg級で優勝。2004年の同第17回大会（メキシコ）では+60kg級と無差別級の2階級制覇という偉業を成し遂げる。現在はハワイ大学卒業後、建設エンジニアで働きながら稽古に打ち込んでいる。

## 戦績
- 05USAオープンカラテトーナメント一般女子個人組手+60kg級、無差別級、一般女子形、団体組手 優勝（4種目制覇）
- 第16回世界空手道選手権大会（WKF主催）女子組手+60kg級 優勝（2002年）
- 第17回世界空手道選手権大会（WKF主催）女子組手+60kg級、無差別級 優勝（2004年）